# 메탈로센

메탈로센

메탈로센(metallocene)은 일반적으로 사이클로펜타다이엔일 음이온 두 개와 +2가 금속 양이온이 결합한 유기금속화합물이다. 샌드위치 화합물의 일종이다.